# Mary Marcus
Mary Marcus, auch Mirjam Marcus oder Marianne Marcus (* 16. August 1844 in Hamburg; † 22. April 1930 ebenda) war eine deutsche Schulleiterin.

## Leben und Wirken
Der Vater von Mary Marcus handelte als Kaufmann mit deutschen und englischen Manufakturwaren und lebte zumeist in England. Marcus besuchte in Hamburg zusammen mit christlichen Schülerinnen eine private Töchterschule und erhielt begleitenden Unterricht in jüdischer Religion. Nachdem sie einen Seminarkurs und vorbereitende Privatstunden für diverse Unterrichtsfächer besucht hatte, lehrte sie von 1859 bis 1862 an einer Privatschule für höhere jüdische Töchter. Dann zog sie nach Brünn, wo sie Kinder einer jüdischen Familie erzog.
1868 kehrte Marcus nach Hamburg zurück, wo sie als Vorsteherin eine 1798 aus dem Gedanken der Aufklärung gegründete Schule für mittellose israelitische Mädchen leitete. Da die Kinder weiblich, jüdischen Glaubens und sozial schlechtgestellt waren, galten sie als mehrfach benachteiligt. Marcus machte es sich zur Lebensaufgabe, die Schülerinnen sorgfältig zu erziehen und ihnen eine Bildung zu vermitteln, die half, die Benachteiligungen auszugleichen. Sie setzte sich bereits früh für Ferienkolonien und Erholungsheime ein, die den oftmals schlecht ernährten, schwächelnden Kindern zugutekommen sollten. 

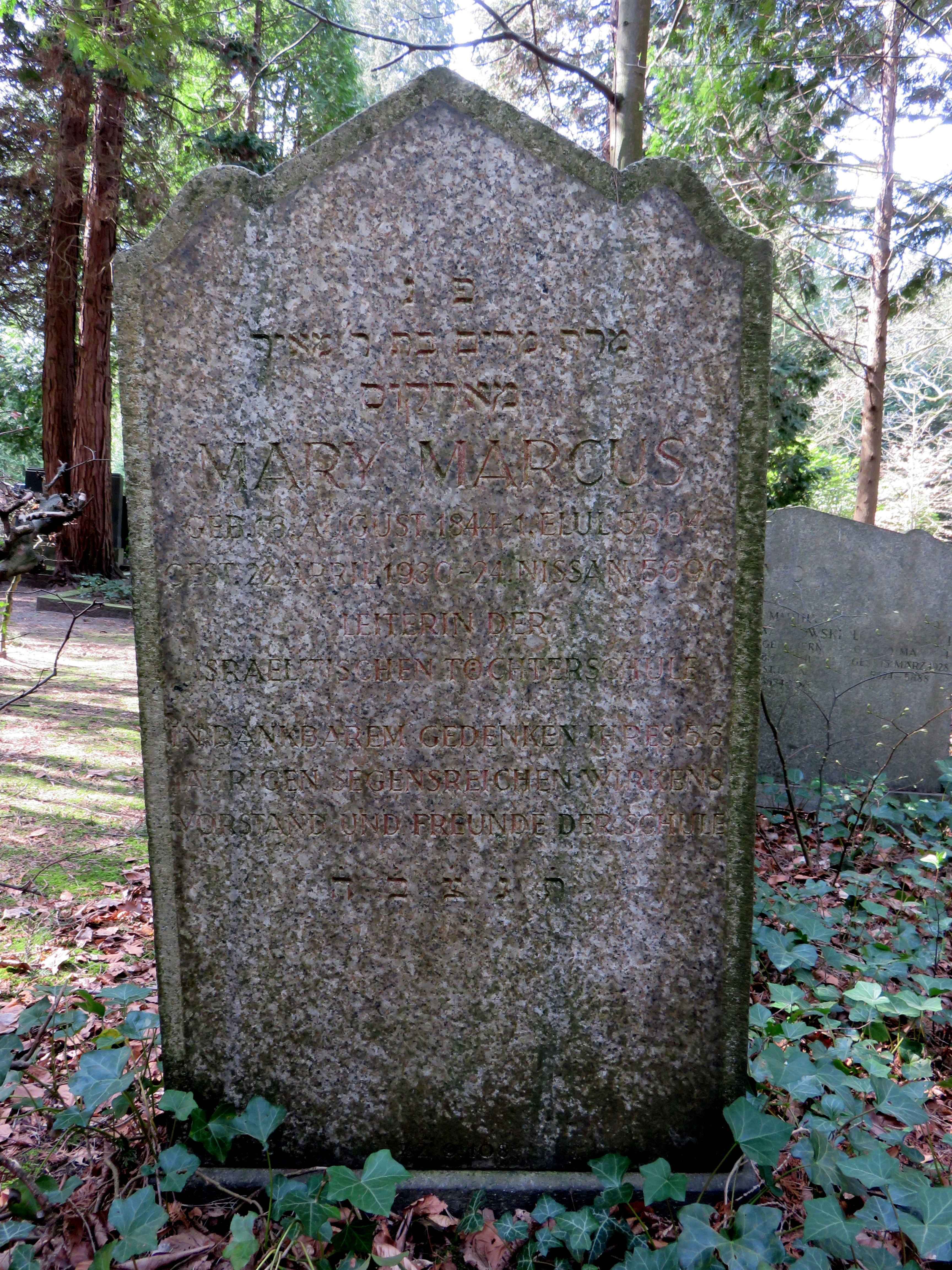
Grabstein Mary Marcus,
Jüdischer Friedhof Ilandkoppel

1884 fusionierte diese Israelitische Töchterschule mit der Mädchenschule der Deutsch-Israelitischen Gemeinde von 1818 zur Israelitischen Töchterschule. Mary Marcus übernahm als Vorsteherin deren Leitung. In der Bildungseinrichtung mit 400 bis 500 Schülerinnen führte sie 1889 mit der Selekta ein freiwilliges neuntes Schuljahr ein. Der Lehrplan der Schule folgte dem Modell der Hamburger Volksschule, umfasste jedoch zusätzlichen Unterricht in Fremdsprachen und Literatur. Marcus wollte somit allen Kindern eine Förderung zukommen lassen, die nicht von deren sozialer Situation beeinflusst wurde. Außerdem erteilte die Lehrerschaft Unterricht in Turnen und Zeichen sowie später in Naturkunde und Hauswirtschaft. Hinzu kamen intensive Sprach- und Sprachlektionen, die den Kindern zu gesellschaftlicher Anerkennung und Integration verhelfen sollten. 1894 konstatierte ein Schulrat, dass die Schule den Ansprüchen einer Mittelschule genüge.
Mary Marcus kämpfte wiederholt erfolgreich gegen den Willen der Deutsch-Israelitischen Gemeinde, die die Trägerin der Schule war, der Bildung von Mädchen und Reformen jedoch kritisch gegenüberstand. Sie setzte sich für die berufliche Weiterbildung der Schülerinnen ein. Ehemalige Schülerinnen und Förderer riefen 1908 die Mary Marcus-Stiftung ins Leben, die Mittel zur Berufsausbildung von Absolventinnen sammelte. Marcus leistete entscheidende Vorarbeiten für die Trennung der Schule in eine private höhere Schule und eine gemeindeeigene Schule, die unter ihrem Nachfolger Alberto Jonas erfolgte. Ihr Wirken gilt heute als richtungsweisend für das Hamburger Schulwesen.
Mary Marcus wurde auf dem Jüdischen Friedhof Ilandkoppel in Hamburg-Ohlsdorf  im Planquadrat ZZ 9 beigesetzt.
Seit 1985 erinnert die Mary-Marcus-Kehre in Hamburg-Bergedorf an die 1930 verstorbene Pädagogin.